# Tia Weil
Tia Weil (též Tiah, nebo hebrejsky ידידיה טיאה וייל / Jedidiah, 2. října 1721, Praha – 10. října 1805, Karlsruhe) byl pražský rabín doby osvícenství působící v Čechách, Francii a Německu.

## Život
Narodil se v pražském židovském městě jako syn Netaniela Weila, od něhož záhy získával první vzdělání. V roce 1744 se oženil s Gitel, dcerou Jákoba Egera, zámožného pražského měšťana.
Když v roce 1745 přišlo nařízení Marie Terezie k vyhoštění židů z Prahy a Tia Weil se odstěhoval to Met, kde setrval do roku 1748 a pokračoval ve studiích pod vedením Jonatana Eybenschütze. Po návratu do Prahy se potýkal s existenčními potížemi, než se v roce 1754 se stal rabínem ve Voticích. Po čtyřech letech se vrátil zpět do Prahy, kterou roku 1770 opustil a převzal rabínský úřad v Karlsruhe po svém otci.